# Cyrix

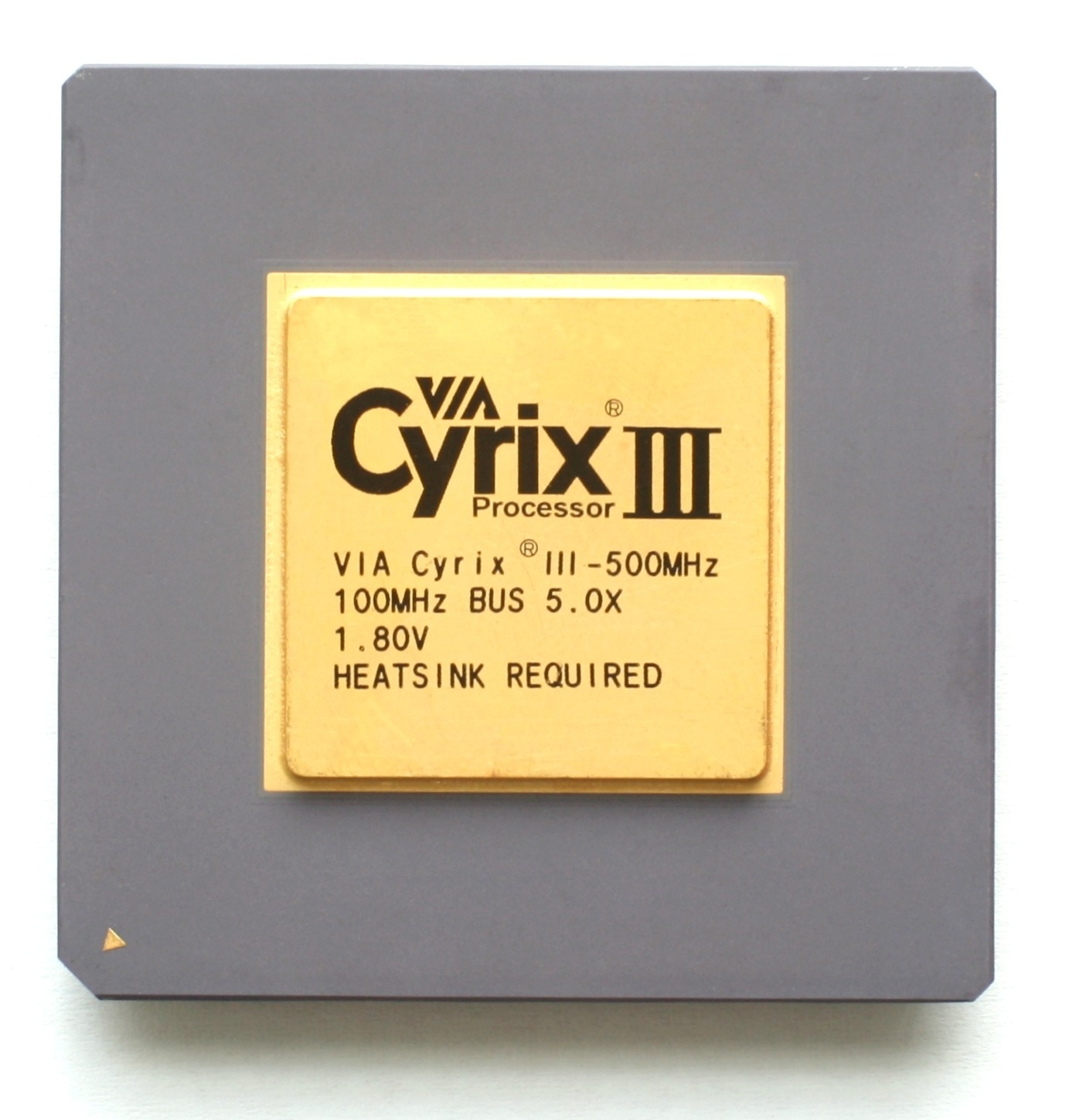
Mikroprocesor VIA Cyrix III 500 MHz

Cyrix – nazwa firmy założonej w 1988 roku produkującej mikroprocesory. 11 listopada 1997 roku została przeprowadzona fuzja z National Semiconductor, a w 1999 roku firmę wykupiła VIA. Firma rozpoczynała od produkcji uznawanych za najszybsze na świecie koprocesorów matematycznych dla procesorów z serii 80286 i 80386. Po wprowadzeniu przez firmę Intel serii Pentium, firma Cyrix zaprojektowała swój własny model procesora nazwany 5x86. Procesor przeważał wydajnością nad produktami Intela i AMD, było to jednak w czasach w których procesory były wykorzystywane głównie do obliczeń stałoprzecinkowych. Kolejnym produktem był model 6x86, który produkowany był we współpracy z IBM i SGS Thompson, jednakże wykonane były w technologii 0,65 μm, podczas gdy Intel już stosował technologię 0,50 μm. Dopiero 6x86L został wytworzony w technologii 0,35 μm, co umożliwiło wykorzystanie niższego napięcia.
Założeniem firmy była produkcja tanich procesorów platformy x86, które miały być konkurencyjne wobec produktów AMD i Intel. Dzięki odmiennej konstrukcji procesory tej firmy dysponowały znacząco większą wydajnością niż procesory firmy Intel taktowane tą samą częstotliwością. Doprowadziło to do wykorzystania wskaźnika PR, który lepiej opisywał wydajność. Przewaga mocy procesorów Cyrix nie dotyczyła jednak operacji zmiennoprzecinkowych, co spowodowało silną krytykę pojęcia Performance Rating.
Firma zasłynęła tym, że dzięki jej polityce cenowej pojawiły się pierwsze komputery PC w cenie poniżej 1000 USD.
Nie mając własnej linii montażowej firma Cyrix zlecała to zadanie firmie IBM, stąd też można znaleźć procesory Cyrixa z logo IBM.
W 1999 roku firma VIA, chcąc zaistnieć na dynamicznie rozwijającym się rynku procesorów, zdecydowała się na wykupienie dwóch firm z tej branży: Cyrixa i IDT.